# 門路易斯 (阿拉巴馬州)
門路易斯（英語：Mon Louis）是一個位於美國阿拉巴馬州莫比爾縣的非建制地區。該地的面積和人口皆未知。

## 地理
門路易斯的座標為30°26′25″N 88°06′20″W / 30.44028°N 88.10556°W，而該地的平均海拔高度為0米（即0英尺）。